# Celemony Software GmbH
Celemony Software GmbH és una empresa alemanya de programes musical especialitzada en programes de correcció de to d'àudio digital . Produeix Melodyne, una popular eina de modificació de to d'àudio similar a Auto-Tune, encara que el programa en sí està dins de la categoria de programes d'afinació manual.

## Història
Celemony va ser fundada l'octubre de 2000 per Peter Neubäcker, la professora Dra. Hildegard Sourgens i Carsten Gehle. Té la seu a Munic, Alemanya .
El 2009, Melodyne va guanyar un premi MIPA al producte més innovador. L'any 2011, Celemony va llançar Capstan, un programa de restauració d'àudio autònom que elimina el wow i el flutter de les gravacions digitals .
L'octubre de 2011, Celemony i PreSonus van presentar Audio Random Access (ARA), una extensió per a formats de connectors d'àudio com AU i VST que permet intercanviar dades entre ells, que és compatible amb diversos DAW .
Celemony va rebre un premi Grammy al mèrit especial/tècnic a la 54a edició dels premis Grammy el febrer de 2012 per "aportacions d'una importància tècnica excepcional al camp de la gravació".

## Melodyne

Logotip de Melodyne

Tres anys abans de la fundació de Celemony, Peter Neubäcker estava treballant en un experiment d'investigació amb el so. Aquest experiment es va convertir més tard en el producte de correcció de to de Melodyne .
Melodyne s'ha convertit en una eina que fan servir un gran nombre de productors de discos professionals de tot el món per afinar i manipular senyals d'àudio, normalment la veu d'un cantant.
Melodyne també té instal·lacions per estirar el temps i reconstruir melodies. També es pot utilitzar per ajudar a crear veus de suport a partir d'una veu principal existent. La primera visualització pública de Melodyne va ser al Winter NAMM Show l'any 2001, i des de llavors ha guanyat diversos premis.
A partir de maig de 2020, la versió actual és Melodyne 5. Les novetats més importants de la versió 5 es relacionen amb la correcció de l'entonació a les pistes vocals. L' algoritme ara detecta la presència i l'extensió dels components no tocats (semblants al soroll) del so vocal, així com de les respiracions, que després processa per separat dels components tonals. Es pot ajustar el balanç de volum entre els components afinats i no tocats. L'eina Fade i la macro d'anivellament ofereixen noves possibilitats de contorn dinàmic, ja que també funcionen per nota, fins i tot amb material d'àudio polifònic. Amb la pista d'acords (i el Pitch Grid configurat en conseqüència), les gravacions i mostres es poden adaptar a l'estructura harmònica i als acords de les cançons.
Entre els artistes que utilitzen aquests programes hi ha Herbie Hancock, Björk, Coldplay, Peter Gabriel i Thomas Newman . També s'utilitza a la música clàssica per a l'anàlisi de to de la parla. El compositor Jonathan Harvey i els enginyers de l'IRCAM van utilitzar Melodyne per extreure material melòdic per a la seva composició Speakings .

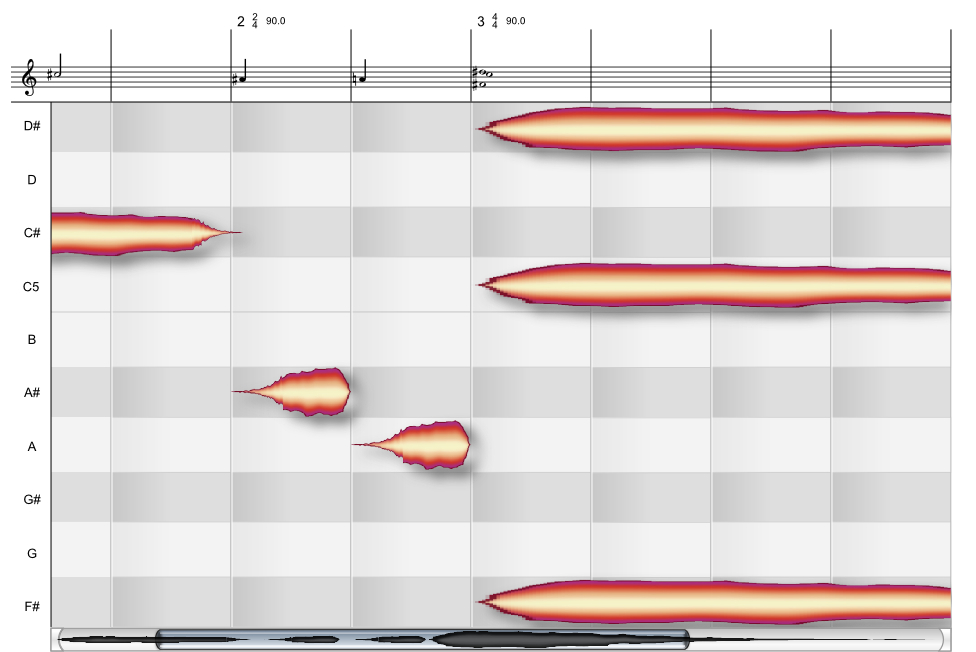
Esquema de la separació i manipulació de notes polifòniques